# Comitatul Limestone, Texas
Comitatul Limestone este situat în statul Texas din SUA. Se întinde pe 2.416 km², din care 2.354 km² este uscat. Avea în anul 2000 o populație de 22.051 de locuitori.

## Localități
- Ben Hur (neîncorporat)
- Coolidge
- Forest Glade (neîncorporat)
- Groesbeck
- Kosse
- Mexia
- Prairie Hill (neîncorporat)
- Tehuacana
- Thornton

## Demografie
|  | Graficele sunt indisponibile din cauza unor probleme tehnice. Mai multe informații se găsesc la Phabricator și la wiki-ul MediaWiki. |

Date: Wikidata - grafică realizată de Wikipedia